# چیزهای تیز (مینی‌سریال)
چیزهای تیز (انگلیسی: Sharp Objects) یک مینی‌سریال تلویزیونی در ژانر تریلر روان‌شناختی است که در سال ۲۰۱۸ به نمایش درآمد. این مجموعه بر پایهٔ رمان به همین نام نوشتهٔ گیلین فلین در ۲۰۰۶ ساخته شده و اولین بار در ۸ ژوئیهٔ ۲۰۱۸ بر روی سرویس اچ‌بی‌او پخش شد. ساخت این مجموعه بر عهدهٔ مارتی نوکسون بوده و کارگردان آن ژان-مارک ولی است. بازیگران این مجموعه ایمی آدامز، پاتریشا کلارکسون، کریس مسینا، الیزا اسکانلن، مت کریون، هنری چرنی، تیلر جان اسمیت، مدیسون دونپورت، میگل ساندووال، ویل چیس، جکسون هرست، سوفیا لیلیس، لولو ویلسون و الیزابت پرکینز هستند. این مجموعهٔ دربارهٔ خبرنگاری خودزن به‌نام کامیل پریکر است که به زادگاهش بازمی‌گردد تا خبر قتل دو دختر جوان را پوشش دهد.
چیزهای تیز با تحسین منتقدان همراه بود؛ جلوه‌ها، اتمسفر تاریک، کارگردانی و عملکرد بازیگران، به‌خصوص آدامز و کلارکسون، ستایش شد. کلارکسون برندهٔ جایزهٔ گلدن گلوب بهترین بازیگر نقش مکمل زن در مینی‌سریال شد و آدامز هم نامزد دریافت جایزهٔ گلدن گلوب بهترین بازیگر زن مینی‌سریال شده بود. این مجموعه در هفتاد و یکمین جوایز امی ساعات پربیننده نامزد دریافت هشت جایزه شده بود. این آخرین کار کارگردانی‌شدهٔ ژان-مارک ولی قبل از مرگش در سال ۲۰۲۱ است.

## داستان
در جریان داستان ما با دو بخش مجهول مواجه می‌شویم که یافتن قاتل بچه‌ها در اولویت دوم قرار می‌گیرد. در واقع ما با تماشای فلاش بک‌هایی که در سریال دربارهٔ پریکر زده می‌شود، متوجه می‌شویم که چه اتفاقی برای او رخ داده و آیا او اصلاً شرایط آن را دارد که بتواند به شرایط آرمانی اش بازگردد یا خیر. وی در طول داستان بارها خود را از مشکلات و خاطراتی که داشته رها می‌کند تا بتواند کارش را انجام دهد و ماموریتش را به سرانجام برساند.

## پیش‌گفتار
کمیل پریکر روزنامه‌نگار تحقیقاتی که از الکلیسم رنج می‌برد و به تازگی از بیمارستان روانی بعد از سالها خودآزاری مرخص شده و به مرکز شهرش یعنی ویندگپ ایالت میزوری برای تحقیق قتل ۲ دختر بچه بازمی‌گردد.
به محض بازگشت به خانه کودکی اش؛ خودش را یکبار دیگر تحت نظر چشم‌های مهلک مادرش، آدورا، شخص طراز اول جامعه کوچک ویندگپ می‌یابد که کمیل را برای مواجه با شیاطین درونی اش مجبور می‌کند.

## بازیگران

### اصلی
- ایمی آدامز در نقش کمیل پریکر، خبرنگار معتاد به الکل که اخیر از بیمارستان روانی مرخص شده‌است.
- پاتریشا کلارکسون در نفش آدورا کرلین، مادر آما و کمیل.
- کریس مسینا در نقش کاراگاه ریچارد ویلز؛ کاراگاه کانزاس سیتی ای که برای همکاری پرونده قتل درحال جریان به ویندگپ آمده‌است.
- الیزا اسکانلن در نقش اِما کرلین؛ خواهر ناتنی کمیل و دختر آلن و آدورا.
- مت کریون در نقش بیل ویکری، رئیس پلیس ویندگپ.
- هنری چرنی در نقش آلن کرلین، پدر آما، شوهر آدورا و پدرناتنی کمیل.
- تایلر جان اسمیت در نقش جان کین، برادر دومین قربانی به قتل رسیده ویندگپ یعنی ناتالی کین.
- مدیسون دونپورت در نقش اشلی ویلر دوست دختر جان کین.
- میگل ساندووال در نقش فرنک کوری
- ویل چیس در نقش باب نش، پدر اولین قربانی به قتل رسیده ویندگپ یعنی آن نش.
- جکسون هرتس در نقش کریک لیسی، معلم مدرسه راهنمایی ویندگپ
- سوفیا لیلیس در نقش جوانی کمیل پریکر
- لولو ویلسون در نقش مارین کرلین، خواهر ناتنی کمیل که در مقابل چشمان کمیل به هنگام کودکی شان مرد. دختر اول آدورا و الن، خواهر آما.
- الیزابت پرکینز در نقش جکی انیل، دوست صمیمی و خانوادگی کرلین‌ها.